# LG G Pad 7.0
LG G Pad 7.0 (также известный как LG G Tab 7.0) — это 7-дюймовый планшетный компьютер на базе Android, производимый и продаваемый LG Electronics. Он принадлежит к серии LG G и был анонсирован 13 мая 2014 года вместе с G Pad 8.0 и G Pad 10.1. Это один из новых вариантов размера планшета LG, предназначенный для прямой конкуренции с серией Samsung Galaxy Tab 4.

## История
Впервые о G Pad 7.0 было объявлено 13 мая 2014 года. Он был официально представлен на выставке MedPI в Монако. Он был официально выпущен в июле 2014 года.

## Функции
G Pad 7.0 выпущен с Android 4.4.2 Kitkat. LG настроила интерфейс с помощью программного обеспечения Optimus UI. Помимо приложений от Google, включая Google Play, Gmail и YouTube, он имеет доступ к приложениям LG, таким как QPair, QSlide, KnockOn и Slide Aside.
G Pad 7.0 доступен в вариантах только с Wi-Fi, 3G и Wi-Fi и 4G/LTE и Wi-Fi. Внутреннее хранилище составляет 8 ГБ (16 ГБ для v410 LTE), со слотом для карты microSDXC для расширения. Он имеет 7,0-дюймовый ЖК-экран IPS с разрешением 1280x800 пикселей. Он также оснащен фронтальной камерой без вспышки и задней камерой. Он также имеет возможность записывать HD-видео.